# (5817) Робертфразер
(5817) Робертфразер (лат. Robertfrazer) — астероид, относящийся к группе астероидов пересекающих орбиту Марса и принадлежащий к светлому спектральному классу S. Он был открыт 5 сентября 1989 года американским астрономом Элеанор Хелин в Паломарской обсерватории и назван в честь Роберта Фразера, друга и коллеги первооткрывателя.

Орбита астероида Робертфразер и его положение в Солнечной системе